# Obolcola insecura
Obolcola insecura là một loài bướm đêm trong họ Geometridae.